# Villiers-Charlemagne
Villiers-Charlemagne és un municipi francès situat al departament de Mayenne i a la regió de País del Loira. L'any 2007 tenia 1.015 habitants.

## Demografia

### Població
El 2007 la població de fet de Villiers-Charlemagne era de 1.015 persones. Hi havia 397 famílies de les quals 96 eren unipersonals (50 homes vivint sols i 46 dones vivint soles), 139 parelles sense fills, 143 parelles amb fills i 19 famílies monoparentals amb fills.
La població ha evolucionat segons el següent gràfic:
Habitants censats

### Habitatges
El 2007 hi havia 442 habitatges, 401 eren l'habitatge principal de la família, 21 eren segones residències i 20 estaven desocupats. 430 eren cases i 11 eren apartaments. Dels 401 habitatges principals, 287 estaven ocupats pels seus propietaris, 111 estaven llogats i ocupats pels llogaters i 4 estaven cedits a títol gratuït; 1 tenia una cambra, 15 en tenien dues, 64 en tenien tres, 118 en tenien quatre i 204 en tenien cinc o més. 303 habitatges disposaven pel capbaix d'una plaça de pàrquing. A 150 habitatges hi havia un automòbil i a 229 n'hi havia dos o més.

### Piràmide de població
La piràmide de població per edats i sexe el 2009 era:
| Homes | Edats   | Dones |
| ----- | ------- | ----- |
| 0     | 95 o +  | 0     |
| 0     | 90 a 94 | 4     |
| 8     | 85 a 89 | 12    |
| 8     | 80 a 84 | 4     |
| 24    | 75 a 79 | 8     |
| 16    | 70 a 74 | 24    |
| 20    | 65 a 69 | 8     |
| 12    | 60 a 64 | 28    |
| 28    | 55 a 59 | 12    |
| 24    | 50 a 54 | 28    |
| 44    | 45 a 49 | 28    |
| 52    | 40 a 44 | 36    |
| 20    | 35 a 39 | 16    |
| 32    | 30 a 34 | 32    |
| 36    | 25 a 29 | 36    |
| 28    | 20 a 24 | 20    |
| 40    | 15 a 19 | 24    |
| 40    | 10 a 14 | 12    |
| 12    | 5 a 9   | 36    |
| 36    | 0 a 4   | 28    |

## Economia
El 2007 la població en edat de treballar era de 660 persones, 529 eren actives i 131 eren inactives. De les 529 persones actives 498 estaven ocupades (278 homes i 220 dones) i 31 estaven aturades (13 homes i 18 dones). De les 131 persones inactives 67 estaven jubilades, 41 estaven estudiant i 23 estaven classificades com a «altres inactius».

### Ingressos
El 2009 a Villiers-Charlemagne hi havia 399 unitats fiscals que integraven 1.019,5 persones, la mediana anual d'ingressos fiscals per persona era de 18.057 €.

### Activitats econòmiques
Dels 48 establiments que hi havia el 2007, 1 era d'una empresa extractiva, 3 d'empreses alimentàries, 4 d'empreses de fabricació d'altres productes industrials, 8 d'empreses de construcció, 9 d'empreses de comerç i reparació d'automòbils, 2 d'empreses de transport, 4 d'empreses d'hostatgeria i restauració, 1 d'una empresa d'informació i comunicació, 1 d'una empresa immobiliària, 9 d'empreses de serveis, 4 d'entitats de l'administració pública i 2 d'empreses classificades com a «altres activitats de serveis».
Dels 11 establiments de servei als particulars que hi havia el 2009, 2 eren tallers de reparació d'automòbils i de material agrícola, 1 paleta, 2 guixaires pintors, 1 lampisteria, 1 electricista, 1 perruqueria, 1 veterinari i 2 restaurants.
Dels 2 establiments comercials que hi havia el 2009, 1 era una fleca i 1 una carnisseria.
L'any 2000 a Villiers-Charlemagne hi havia 60 explotacions agrícoles que ocupaven un total de 1.560 hectàrees.

## Equipaments sanitaris i escolars
El 2009 hi havia 1 escola elemental i 1 escola elemental integrada dins d'un grup escolar amb les comunes properes formant una escola dispersa.

## Poblacions més properes
El següent diagrama mostra les poblacions més properes.